# Anders Dahl
Anders Dahl (n. 17 martie 1751 – d. 25 mai 1789) a fost un botanist suedez. Dalia este numită după el.
În 1770, a intrat la Universitatea din Uppsala, și în 1786, a primit doctoratul de la Universitatea din Kiel, Germania. Din 1787, a predat medicină la Universitatea din Turku/Åbo.